# White Crack Bastard
Pour plus de détails, voir Fiche technique et Distribution.
White Crack Bastard est un film américain réalisé par James Cullen Bressack, sorti en 2013. Il met en vedettes dans les rôles principaux Rhett Benz, Taja V. Simpson et Edmond Chapple.

## Synopsis
Luke Anderson (Rhett Benz), un photographe, est accro au crack, mais n'a pas le courage de s'avouer qu'il fiche en l'air sa vie et sa relation sentimentale avec Heather (Alexis Dickey).

## Distribution
- Rhett Benz : Luke Anderson
- Taja V. Simpson : Gina
- Edmond Chapple : Chubbo
- Walter Mendoza : Matchbox
- Alexis Dickey : Heather
- Charley Knapp : Dorian
- Alibe Sledge : Mark
- Dan Wingard : The Fence[3].
- Alynxia America : TT
- Grace Borucki : Gayle
- Nyjo Brennen : Jason
- James Cullen Bressack : Crack Head
- David Brite : Special
- John Wesley Butler III : Kiko
- Steve Crest : Officier D. Harris
- Ben Dickow : Bunny Bonder
- Jon Gale : Jon
- Wil Garret : Old Man Crack[1]

## Production
Le tournage a eu lieu à Los Angeles, en Californie, aux États-Unis. Le film est sorti en 2013 aux États-Unis, son pays d'origine.

## Article annexe
- Psychotrope au cinéma et à la télévision